# Burgruine Schallenberg
Die Burgruine Schallenberg ist eine abgegangene Höhenburg auf 434 m ü. A. in der Gemeinde Kleinzell im Mühlkreis im Bezirk Rohrbach von Oberösterreich. Schallenberg ist eine verfallene Rodungsburg, auf einer Felskuppe hoch über der Großen Mühl gelegen. Die Burg diente einst zur Kontrolle des Säumerweges direkt unterhalb der Burg und des Schiffsverkehrs der Großen Mühl, die damals schiffbar war.

## Lage
Die Burgruine Schallenberg liegt auf einem langen Felsvorsprung in einer engen Schleife der Großen Mühl. Die Burg war auf drei Seiten durch die steilen Abhänge zum Fluss hinunter vor feindlichen Angriffen gut geschützt und nur von Südosten zugänglich. Nördlich vom Kleinzeller Hochland führt heute ein Feldweg und danach ein Waldweg etwa 120 Höhenmeter zur Burgruine hinunter.

## Geschichte
Die Burg war Eigentum des Hochstiftes Passau und wurde vermutlich um 1231 erbaut. Erwähnung findet sie erstmals explizit in einer Seelgerätstiftung an das Kloster Wilhering aus dem Jahre 1260. Der Passauer Ministeriale, der sich vorher Heinrich de sancto Ulrico nannte, ist in diesem Dokument als latinisiert Heinricus de Salhinberc erwähnt. Dies gilt als das erste Schriftzeugnis des Burg- und Geschlechtsnamens, der ursprünglich wohl auf mhd. salhe ‚Sal-Weide‘ oder auf den altdeutschen Namen Salcho zurückgeht.
Obwohl die Sankt Ulricher um 1300 nicht mehr Lehensinhaber waren, behielten sie den Namen „von Schallenberg“ bei. 1308 tritt ein Christian von Urleugsb(p)erg auf Schallenberg auf. 1360 ging die Burg durch den Passauer Bischof Gottfried von Weißeneck als Pfand an Ulrich Leutzeneder. 1378 folgte in der Pfandschaft Dankwart Herleinsperger, dieser wurde auch durch den Passauer Bischof mit der Burg belehnt. 1428 kam die Herrschaft durch Kaspar von Schallenberg wieder an die Schallenberger und blieb 232 Jahre lang im Familienbesitz.
1440 wurde die Burg durch die Hussiten zerstört. Der Verfall der Burg dürfte dann unter Christoph von Schallenberg († 1542) eingesetzt haben; damals wurde der Gerichtssitz an das Schallenberger Hofamt zu Praitenfelden verlegt. Graf Christoph Ernst von Schallenberg verkaufte die Burg und den Gerichtssitz 1660 an den Grafen Otto von Seeau zu Helfenberg.

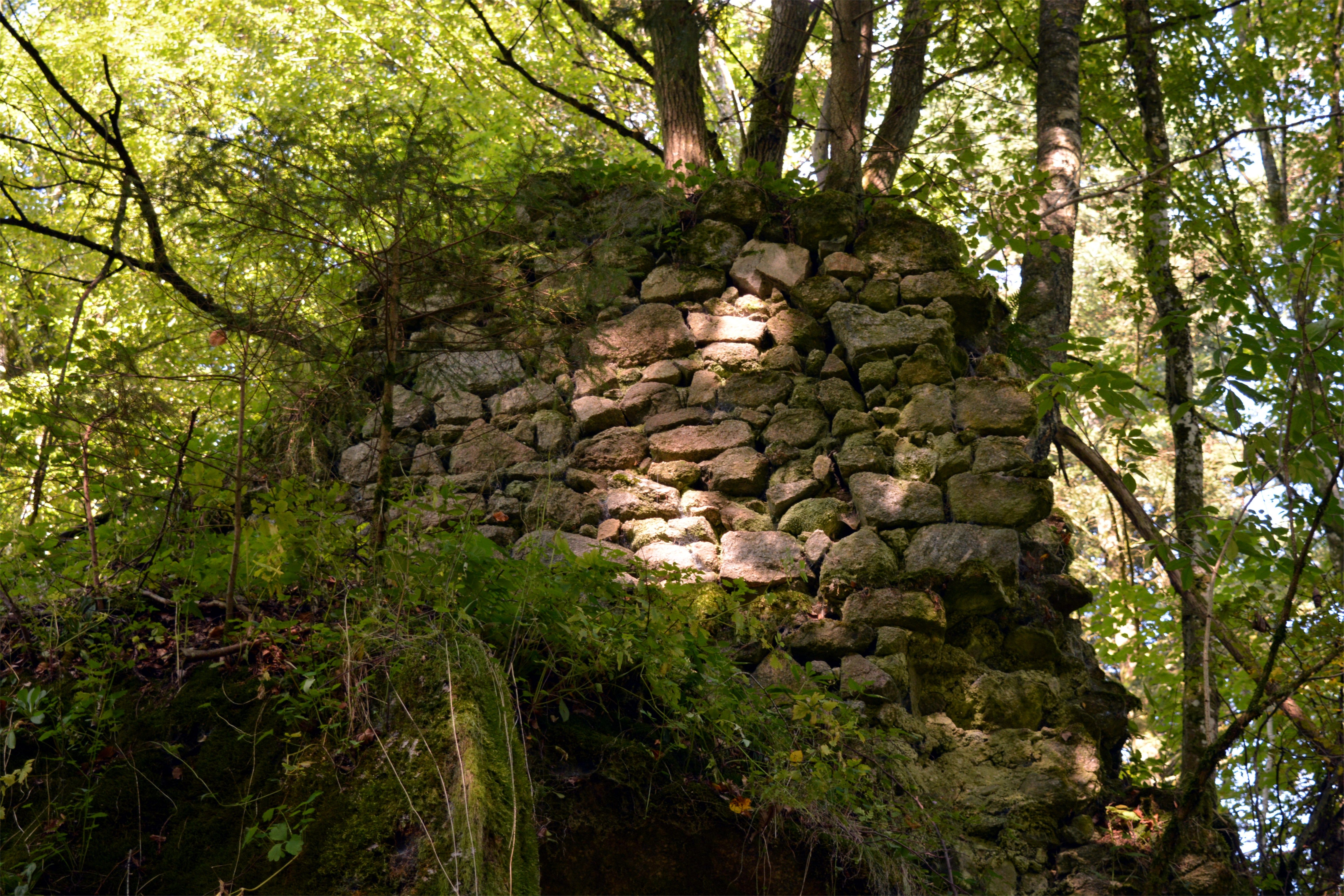
Turmrest der Burg Schallenberg (2017)

## Burgruine Schallenberg heute
Bereits auf dem Stich von Georg Matthäus Vischer von 1674 wird Schallenberg als Ruine abgebildet, allerdings waren damals noch Mauern aufrecht. Heute ist hier noch eine durch zwei tiefe, aus dem Felsen geschlagene Abschnittsgräben gesicherte Anlage erkennbar. Mauerspuren sind noch vorhanden, und zwar völlig verwachsene Reste einer 2 × 3 Meter langen, ca. 1,5 Meter hohen, stehenden Mauer aus gut bearbeiteten Steinen.
Die Anlage ist seit 1982 wieder im Besitz der Familie Schallenberg. Die historisch bedeutende Anlage wurde unter Denkmalschutz gestellt. Eine Planskizze der Burganlage ist vorhanden.
Das Bauwerk ist nicht leicht zu finden, da der Weg nicht ausgeschildert ist. Fährt man von Kleinzell nach Apfelsbach, so zweigt nach 500 m nach links der Güterweg Ed ab; diesem muss man bis zum Seltenhofgut folgen. Von dort führt ein teilweise zugewachsener Fußweg durch den Wald zur Burgruine.